# Кросс, Джефф
Джеффри Доминик Себастьян Кросс (англ. Geoffrey Dominic Sebastian Cross; родился 11 декабря 1982 года в Эдинбурге) — шотландский профессиональный регбист, выступавший за ряд шотландских и английских клубов и сборную Шотландии на позиции пропа. В 2016 году принял решение завершить карьеру и сосредоточиться на врачебной практике.

## Клубная карьера
До 2003 года Кросс выступал за любительский клуб «Хериотс» из Эдинбурга, откуда перешёл в профессиональную команду «Бордер Рейверс». В декабре 2006 года подписал контракт аренды с «Эдинбургом», а после расформирования своей бывшей команды в апреле 2007 года получил и постоянный контракт в столичном клубе. За 7 лет в «Эдинбурге» Кросс провёл более сотни матчей, однако титулов не завоёвывал. Наиболее серьёзным матчем в этот период стал полуфинал Кубка Хейнекен 2011/12 против «Ольстера», в котором Джефф вышел на поле в основном составе.
В марте 2014 года Кросс перешёл в двухмесячную аренду в «Глазго Уорриорз», где на тот момент выбыли оба основных правых пропа — Майкл Кьюзак из-за болезни, а Эд Калман из-за тяжёлой травмы спины. После завершения аренды регбист не вернулся в «Эдинбург», в котором из-за большой конкуренции со стороны спортсменов из Южного полушария его перестали рассматривать как постоянного игрока основы, а подписал двухлетний контракт с английским клубом «Лондон Айриш». Из-за нехватки игрового времени в 2015 году Кросс перешёл в краткосрочную аренду в «Лондон Скоттиш», где провёл три матча. В мае 2016 года регбист объявил о завершении своей регбийной карьеры.

## Сборная Шотландии
Джефф Кросс дебютировал за сборную Шотландии в матче Кубка шести наций против Уэльса, в котором регбист получил жёлтую карточку; сама встреча закончилась поражением «чертополохов» 13:26. В последовавшие два года Кросс вышел в тёмно-синей форме лишь однажды, выйдя на замену в игре с англичанами в марте 2011 года. Активно использоваться в первой линии сборной стал только с Кубка шести наций 2011 года. В августе 2011 года Джеффа включили в состав «чертополохов» на чемпионате мира, где он провёл на поле два матча — с Румынией и Аргентиной.
В 2012 году Кросс занёс свою первую попытку за сборную, прорвавшись в зачётную зону новозеландцев. Наиболее результативным для Джеффа стал 2014 год, когда он выходил на поле практически во всех матчах «чертополохов», а в тестовом против Тонга во второй и последний раз отметился попыткой. В 2015 году Кросс сыграл все матчи Кубка шести наций, но на чемпионат мира не попал и больше в сборную не вызывался.

## Вне регби
В 2014—2015 годах Джефф Кросс в целях сбора пожертвований отращивал густую бороду, благодаря которой стал широко известен среди любителей регби из разных стран. По словам спортсмена, на его решение повлиял партнёр по сборной и «Глазго Уорриорз» Джош Штраус, тоже известный густой растительностью на лице. В марте 2015 года Кросс сбрил бороду, завершив свою кампанию. Вырученные 10 тысяч фунтов (5 тысяч были пожертвованы Джоан Роулинг, усмотревшей в бородатом регбисте сходство с Хагридом) были направлены в британский фонд Wooden Spoon, который занимается социальной адаптацией детей через занятия регби.
Будучи уже профессиональным регбистом Джефф выучился на врача. У спортсмена большая семья — 9 братьев и сестёр, шестеро из которых выбрали медицинскую карьеру. После объявления об уходе из регби в 2016 году Джефф принял решение пойти по стопам родственников вернуться в медицину.